# Adam Afzelius (historiker)
Adam Afzelius, född den 20 april 1905 i Köpenhamn, död den 18 februari 1957 i Cori vid Rom, var en dansk historiker, sonsons son till Anders Johan Afzelius.

## Biografi
Afzelius blev dr.phil. 1935 med dissertationen Den romerske nobilitets omfang. Våren 1936 blev han undervisningsassistent vid Aarhus Universitet, där hans arbetsinsats skulle delas mellan klassisk filologi och historia. Den 1 februari 1939 blev han docent i historia på samma plats, och 1946 blev han professor. Professuren blev 1949 mera specifikt en lärostol i antikens historia och samtidigt blev Afzelius ledare av Institut for Oldtids- og Middelalderforskning på universitetet. Från 1956 till sin död var han den förste direktören för Det Danske Institut i Rom.